# Plusiodonta cobaltina
Plusiodonta cobaltina är en fjärilsart som beskrevs av Pierre E.L. Viette 1956. Plusiodonta cobaltina ingår i släktet Plusiodonta och familjen nattflyn. Inga underarter finns listade i Catalogue of Life.